# Athena (jeu vidéo)
Pour les articles homonymes, voir Athena.
Athena (アテナ en japonais) est un jeu vidéo de plate-forme développé et édité par SNK, sorti en 1986 sur borne d'arcade (sur le système Ikari Warriors). Le jeu sera, plus tard, porté sur Amstrad CPC, ZX Spectrum et Commodore 64 par Ocean Software sous leurs label Imagine Software, puis sur NES par Micronics en 1987. Seule la version NES est sortie en Amérique du Nord,,.

## Synopsis
Athéna, la déesse grecque, s'ennuie de sa vie luxueuse sur l'Olympe et décide de partir à l'aventure.

## Histoire
Athéna est une princesse égoïste du "Royaume de la Victoire", qui abrite un monde mystérieux. Elle s'ennuie de sa vie monotone dans son château et désire vivre des aventures passionnantes. Un jour, elle ouvrit la « Door Which Shouldn't Be Opened » (la Porte qui ne Devrait Jamais Être Ouverte, en français) au sous-sol du Château de la Victoire et tomba dans un autre monde appelé « Fantasy World » (Le Monde de la Fantaisie) dominé par l'empereur Dante, une créature basé sur Cerbère.
Après qu’Athéna a battu Dante (dans la suite Athena: Full Throttle), elle s'ennuie encore durant ces jours paisibles sans aventures. Cette fois, elle ouvre « Door Which Shouldn't Be Opened:B » (la Porte qui ne Devrait Jamais Être Ouverte : B), sans écoute les recommandations de Helene, les deux filles tombent dans le «  Elysium World » où elles doivent faire face à de nouveaux ennemies.

## Système de jeu
Dans la version NES, le jeu est composé de 8 mondes à thème: Forêt, Caverne, Mer, Ciel, Glace, Enfer, Labyrinthe et finalement les Mondes.

## Apparitions
Après avoir été l'héroïne de son propre jeu, la princesse Athena apparaîtra dans plusieurs jeux de SNK. Dans The King of Fighters 2000 elle apparait comme Athena Asamiya. Puis, elle devient le boss caché de SNK vs. Capcom: SVC Chaos, où elle apparait comme un ange qui garde l'entrée du monde vers les cieux, qui est supposé être l'un des niveaux de son jeu sur Arcade. Red Arremer, l'un des personnages de Capcom, est aussi un boss caché qui garde l'entrée du monde vers l'enfer. Elle sera ensuite jouable dans : Neo Geo Battle Coliseum comme personnages caché, SNK vs. Capcom: Card Fighters Clash, puis dans les King of Fighters suivant l'opus 2000.